# Озёрное (Брянская область)
Озёрное — село в Стародубском районе Брянской области, в составе Занковского сельского поселения.

## История
В 1961 году указом Президиума Верховного Совета РСФСР село Болдовка  переименовано в Озёрное.

## Население
| 2010 | 2013 |
| ---- | ---- |
| 19   | ↘15  |